# Apofisi

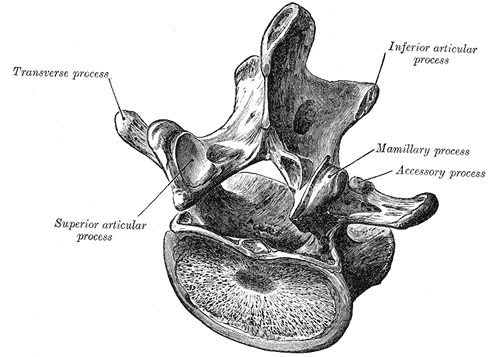
Una vertebra lombare in cui si evidenziano chiaramente le apofisi trasverse.

Le apofisi (conosciute anche con il nome di prominenze o processi) sono proiezioni od escrescenze di tessuto a partire da un corpo più grande. Il termine è decisamente generico e trova applicazione in diversi contesti scientifici: ad esempio nel campo dell'anatomia animale e vegetale e della geologia.

## Etimologia
Il termine apofisi deriva dal greco αποφυσις, a sua volta parola composta di apo che significa "fuori" e physis ovvero "crescita"

## Apofisi in micologia
Il termine in micologia sta ad indicare un rigonfiamento di forma anulare, in genere posizionato sulla parte inferiore dell'endoperidio (ovvero la parte più interna dell'involucro del corpo fruttifero di alcuni funghi gastromiceti) facilmente visualizzabile in alcune specie di Phallales come Geastrum triplex.

## Apofisi in geologia
Con questo termine nel campo della mineralogia, in particolare nella classificazione geologica delle rocce ignee, ci si riferisce a quelle strutture che danno luogo a propaggini ed intrusioni formanti strutture molto allungate, pseudo-cilindriche, ad esempio al tetto di un Batolite.

## Apofisi in anatomia
In anatomia le apofisi delle ossa stanno ad indicare qualsiasi parte sporgente di un osso. Le apofisi generalmente servono come punti di inserzione dei tendini di un muscolo; entrano quindi a far parte della struttura di un'articolazione, dando luogo all'attacco dei legamenti e permettendo l'azione di leva articolare. Questo, ad esempio, nelle ossa vertebrali è il caso dei processi spinosi e trasversi.
L'apofisi ossea può anche rientrare a far parte direttamente di un'articolazione, adattandosi ed articolandosi, ad esempio, con un'altra vertebra. È questo il caso dei processi articolari superiori ed inferiori delle vertebre, i quali grazie alla presenza alle loro estremità libere, di alcune faccette articolari piane, ricoperte di cartilagine ialina, si articolano fra loro dando luogo ad articolazioni note come diartrosi (od articolazioni sinoviali) del tipo delle artrodie.
Le apofisi prendono origine dalle epifisi delle ossa giovani. Queste ultime sono unite al resto dell'osso solo mediante una sostanza cartilaginea che col passare del tempo si ossifica unendole indissolubilmente al corpo o alla diafisi dell'osso. 
Nel caso specifico delle vertebre umane, l'apofisi costituisce tre processi: apofisi superiore, apofisi inferiore ed apofisi trasversa.
Nello scheletro umano le apofisi sono numerose, e si caratterizzano per forma e dimensione varie. Le apofisi vengono identificate sia a partire dalla loro forma (apofisi pterigoidee, ricordanti la forma di un'ala; apofisi stiloide, di formazione allungata e sottile, simile ad una punta e ricordanti uno stilo; apofisi coronoide, a becco di cornacchia) che dalla loro posizione (ad esempio apofisi clinoidea, una tipica sporgenza della sella turcica; apofisi coracoidea scapolare, un robusto processo della scapola di forma simile a becco di corvo; apofisi stiloide del radio e dell'ulna; apofisi coronoide del mascellare, una protuberanza ossea localizzata nella parte terminale del margine anteriore della branca montante di quest'osso) o dalla loro direzione (apofisi montante del mascellare superiore).